# Municipio Reforma (Chiapas)
Koordinaten: 17° 52′ N, 93° 10′ W
Reforma ist ein Municipio im mexikanischen Bundesstaat Chiapas. Das Municipio hat etwa 40.000 Einwohner und eine Fläche von 436,3 km². Verwaltungssitz und größter Ort des Municipios ist das gleichnamige Reforma.

## Geographie
Das Municipio Reforma liegt im äußersten Norden des mexikanischen Bundesstaats Chiapas auf Höhen unter 100 m. Es zählt zur Gänze zur physiographischen Provinz der südlichen Küstenebene des Golfs von Mexiko und liegt vollständig in der hydrologischen Region Grijalva-Usumacinta. Die Geologie des Municipios wird zu 75 % von Sandstein bestimmt bei 17 % Alluvionen; vorherrschende Bodentypen sind Acrisol (55 %) und Gleysol (44 %). Etwa 82 % der Gemeindefläche werden von Weideland eingenommen, 10 % dienen dem Ackerbau.
Das Municipio Reforma grenzt ans Municipio Juárez und an den Bundesstaat Tabasco.

## Bevölkerung
Beim Zensus 2010 wurden im Municipio 40.711 Menschen in 10.243 Wohneinheiten gezählt. Davon wurden 175 Personen als Sprecher einer indigenen Sprache registriert. Gut neun Prozent der Bevölkerung waren Analphabeten. 14.411 Einwohner wurden als Erwerbspersonen registriert, wovon gut 75 % Männer bzw. 2,3 % arbeitslos waren. Über 15 % der Bevölkerung lebten in extremer Armut.

## Orte
Das Municipio Reforma umfasst 34 bewohnte localidades, von denen nur der Hauptort vom INEGI als urban klassifiziert ist. Vier Orte hatten zumindest 1000 Einwohner, fünf Orte weniger als 100 Einwohner. Die größten Orte sind:
| Ort                    | Einwohner |
| Reforma                | 26.257    |
| El Carmen (El Limón)   | 02.182    |
| Rafael Pascacio Gamboa | 01.133    |
| Miguel Hidalgo         | 01.056    |
| Macayo 2da. Sección    | 00.976    |